# Mouvement des étudiants
Ne doit pas être confondu avec Mouvements étudiants en France.
Le Mouvement des étudiants (UNI-MET) est une organisation étudiante française, généralement considérée comme un syndicat étudiant orienté à droite et au centre droit sur l'échiquier politique, bien que l'organisation rejette explicitement le terme de syndicat, et affirme son indépendance de tout courant politique. De 2010 à 2015, il est reconnu comme représentatif des étudiants par le ministère de l'Enseignement supérieur et de la Recherche. La perte de représentativité en 2015 est contestée, l'organisation dénonçant des fraudes lors des élections au CNESER. Depuis les élections CROUS 2012, l'organisation se présente sous l'étiquette « UNI-MET ».

## Historique
En décembre 2009, l'UNI décide de se réorganiser au sein d'une nouvelle organisation appelée le Mouvement des étudiants.
Le MET est composé de l'UNI et de 25 organisations indépendantes de l'UMP,. L'organisation se donne pour objectif d'être une vraie alternative à l'UNEF. Une autre ambition affichée est de prendre de la distance avec l'UMP notamment financièrement. Toutefois « la création de ce syndicat est “quelque chose que l’UMP a regardé d’un œil bienveillant” ». Rémi Martial, alors président du MET, a affirmé la volonté d'indépendance du MET mais a confirmé que les jeunes adhérents à l'UMP constituent « à peu près la moitié » du Bureau national du Mouvement des étudiants.
Selon l'ancienne section UNI de Tours, la nouvelle entité serait au contraire plus dépendante de l'UMP que l'UNI et les négociations pour la fondation du MET auraient même eu lieu à l'Élysée. La dénonciation de cette dépendance par ceux-ci est à l'origine de la création d'une organisation dissidente, l'UNI-SU.
Pour plus de cohérence est pour bien faire comprendre que le MET est une partie intégrante de la fédération UNI, le mouvement des étudiants se nomme depuis 2011 UNI-MET.

## Logos

Logo du Mouvement des étudiants de 2009 à 2010
Logo du Mouvement des étudiants depuis 2010

## Valeurs et principes

### Orientation politique
Le MET affirme son indépendance de tout parti ou courant politique et entend défendre des valeurs qui lui sont propres, alors qu'il est globalement considéré comme la déclinaison étudiante de l'UMP. Il affiche comme volonté principale de lutter contre les mobilisations étudiantes entrainant des perturbations de cours par des blocages.
Son principal discours est axé sur l'insertion professionnelle. Aux élections aux conseils centraux de 2014, l'UNI-MET déposait souvent des listes « UNI-MET : des études pour un emploi » et portait la question des stages. L'UNI-MET s'est notamment opposée à la loi d'encadrement des stages qui serait un « frein aux stages » et défend la création de banques de stages dans toutes les universités de France.

### Projet
Dans son projet pour les étudiants, le MET se donne quatre priorités :
- Améliorer l'insertion professionnelle des étudiants,
- Exiger des diplômes et conditions d'études de qualité,
- Innover dans les aides sociales, pour mieux accompagner les étudiants, notamment ceux des classes moyennes,
- Faire respecter la liberté et la démocratie.

- Instaurer la sélection à l'Université

### Programme du MET
Le programme du MET s’oriente autour de quatre priorités :
- L’insertion professionnelle
- Les diplômes et les conditions d’études de qualité
- Le développement des services aux étudiants
- La liberté et la démocratie

Depuis sa création, le MET a fait campagne pour la mise en place du vote électronique et la création d'un ticket restaurant étudiant en complément des repas offerts par le CROUS. Le MET s'est également opposé à la suppression du cumul APL/demi-part fiscal proposé par le gouvernement en 2010. Le projet a finalement été abandonné par le gouvernement. Le MET milite pour l'extension des horaires des bibliothèques universitaires, ou encore pour une plus grande prise en compte des volontés des entreprises par les universités et le développement encore plus poussé des stages, ce qui, pour le MET, prépare les étudiants à la vie professionnelle.

## Représentativité

### Au niveau national
Lors des élections nationales auxquelles le MET se présente, le nombre total de sièges à pourvoir est de onze au CNESER, et de huit au CNOUS. Le Mouvement des étudiants a remporté 15 sièges sur 196 aux élections des CROUS en 2012, se plaçant ainsi en troisième position au niveau national derrière l'UNEF et la FAGE.
En conséquence, le mouvement n'obtient aucun élu CNOUS en 2010. Il conserve toutefois un des deux sièges de l'UNI au CNESER, ce qui lui permet d'être reconnu comme une organisation étudiante représentative.
Les élections CROUS de 2012 (et CNOUS 2013) marquent une nette progression de l'UNI-MET (passant de 5 sièges CROUS à 15).
Lors des élections aux CNESER en 2015 l'UNI-MET perd son élu et son statut d'organisation représentative mais conteste le résultat en évoquant des fraudes,.

### Au niveau local
Le Mouvement des étudiants est actuellement bien représenté à l'Institut d'études politiques de Paris,. Il est aussi bien représenté dans les universités de Paris 1, Assas, Bordeaux IV, Strasbourg, Bourgogne et Versailles Saint - Quentin (UVSQ).

## Organisation

### Présidents
- Rémi Martial (2009-2011) ;
- Antoine Diers (2011-2015).

Au niveau national, le MET est dirigé par un bureau composé de représentants interrégionaux.

### Sections régionales
Le Mouvement des étudiants s'organise au niveau local en 6 sections inter-régionales pour le territoire métropolitain. La Guyane et la Réunion où le MET est présent sont des sections à part entière.

### Associations rattachées au Mouvement des étudiants
Lors de sa fondation, le Mouvement des étudiants a été soutenu par une grande partie des associations qui soutenaient déjà l'ancienne UNI. Ont notamment signé sa charte fondatrice I love Lyon 3, UVSQ - Entreprise de l'Université Versailles Saint Quentin en Yvelines, Le Réseau des Étudiants en École de Commerce, Poletudiant, FEAF (Fédération des Étudiants Africains de France), ASEAF (Association des Stagiaires et Étudiants Africains en France), Bde Histoire Vauban; Bde Bachelor « ESC Clermont », Fed’Mouv, Cqfd(Ce qu’il faut défendre, dire, démontrer), CES (Collectif des Étudiants en Santé), Génération Jeunes - Campus du Mans, Les Étudiants en Cap d’Avenir (ECA), Nouvelle donne, Poletudiant (Les étudiants et la politique)
Le Mouvement des étudiants a également été rejoint par des organisations étudiantes locales déjà constituées ou d'autres associations telles que Comité Universités-Entreprises, Promotion Grandes Écoles, Action IUT, Les Jeunes Asiatiques de France, l'AREF (Association pour le Rayonnement des Étudiants de France).
Des associations qui soutenaient auparavant l'UNI n'ont pas souhaité rejoindre le Mouvement des étudiants, comme l'Association LIBRE, proche du mouvement politique Alternative libérale.